# Epidendrum cottoniiflorum
Epidendrum cottoniiflorum är en orkidéart som först beskrevs av Heinrich Gustav Reichenbach, och fick sitt nu gällande namn av Eric Hágsater. Epidendrum cottoniiflorum ingår i släktet Epidendrum och familjen orkidéer.
Artens utbredningsområde är Colombia. Inga underarter finns listade i Catalogue of Life.